# Neorhinotora mutica
Neorhinotora mutica är en tvåvingeart som först beskrevs av Ignaz Rudolph Schiner 1868.  Neorhinotora mutica ingår i släktet Neorhinotora och familjen myllflugor. Inga underarter finns listade i Catalogue of Life.